# Масталыга
Масталыга — опустевшая деревня в Плесецком районе Архангельской области.

## География
Находится в западной части Архангельской области на расстоянии приблизительно 70 км на юг-юго-запад по прямой от административного центра района поселка Плесецк на правом берегу речки Лельма.

## История
Отмечена только уже на карте 1969—1983 годов. До 2021 года входила в Конёвское сельское поселение до его упразднения.

## Население
Численность населения не была учтена как в 2002 году, так и в 2010.